# Eternal Sunshine
《Eternal Sunshine》은 미국의 가수 아리아나 그란데의 일곱 번째 정규 음반으로, 2024년 3월 8일 리퍼블릭 레코드를 통해 발매되었다. 그란데를 비롯해 맥스 마틴, 일리야 살만자데, 오스카 괴레스 등이 작곡과 프로듀싱에 참여했으며, 팝과 알앤비를 기반으로 댄스, 신스팝, 하우스의 영향을 받았다. 이 음반은 미디엄 템포의 신시사이저 사운드와 함께 섬세한 기타 및 현악 요소가 특징이다.
《Eternal Sunshine》라는 제목은 2004년 미국 영화 《이터널 선샤인》(Eternal Sunshine of the Spotless Mind)에서 따왔다. 그란데는 자신의 개인적인 경험에서 영감을 받아, 이 음반을 ‘취약함과 즐거움을 모두 담은 기록’으로 구상했다. 발매 후 음반은 절제된 보컬과 음악, 그리고 감정적으로 솔직한 주제 의식으로 비평가들의 찬사를 받았으나, 일부에서는 송라이팅이 다소 정제되지 않았다고 평가했다. 《Eternal Sunshine》와 그 싱글들은 그래미 어워드에서 ‘최우수 팝 보컬 음반(Best Pop Vocal Album)’을 포함한 세 개 부문에 노미네이트되었다.
미국에서 이 음반은 빌보드 200에서 1위로 데뷔하며 그란데의 여섯 번째 차트 1위 음반이 되었으며, 모든 수록곡이 빌보드 핫 100에 진입했다. 음반에서 세 개의 싱글이 발매되었으며, 첫 두 싱글인 〈Yes, And?〉와 〈We Can't Be Friends (Wait for Your Love)〉는 핫 100 1위로 데뷔했다. 이로써 그란데는 ‘가장 많은 1위 데뷔곡을 보유한 여성 아티스트’가 되었으며, ‘두 개의 음반에서 각각 여러 개의 1위 데뷔곡을 배출한 최초의 여성 아티스트’라는 기록도 세웠다. 《Eternal Sunshine》는 유럽, 아시아 태평양, 아메리카 전역에서도 차트 1위를 차지했다. 그란데는 잭 생(Zach Sang), 제인 로우(Zane Lowe), 펜 배즐리(Penn Badgley), 숀 에반스(Sean Evans)가 진행하는 프로그램에서 음반에 대해 이야기하고 홍보했으며, 2024년 3월 9일 《새터데이 나이트 라이브》(Saturday Night Live)의 뮤지컬 게스트로 출연했다. 또한 2024년 멧 갈라(Met Gala)와 《지미 팰런의 투나잇 쇼》(The Tonight Show Starring Jimmy Fallon)에서 음반 수록곡을 공연했다.
《Eternal Sunshine》의 기본 버전에는 피처링 아티스트가 없지만, 〈Ordinary Things〉에서는 그란데의 외할머니 마조리 그란데(Marjorie Grande)의 음성이, 〈Saturn Returns Interlude〉에서는 점성술사 다이애나 갈런드(Diana Garland)의 음성이 수록되었다. 이후 2024년 3월 10일과 10월 1일에 각각 확장판이 발매되었으며, 원곡의 리믹스 및 라이브 버전이 포함되었다. 확장판에서는 호주 가수 트로이 시반과 미국 가수 머라이어 캐리, 브랜디, 모니카가 참여했다. 2025년 3월 28일에는 리이슈(Reissue) 음반 《Eternal Sunshine Deluxe: Brighter Days Ahead》가 발매될 예정이다.

## 《Eternal Sunshine Deluxe: Brighter Days Ahead》
《Eternal Sunshine Deluxe: Brighter Days Ahead》는 《Eternal Sunshine》의 재발매반으로, 원작 앨범 발매 1년 후인 2025년 3월 28일 리퍼블릭 레코드에서 발매되었다.
노래는 6개가 추가 되었다.
- 1.intro (end of the world) - extended
- 2.twilight zone
- 3.warm
- 4.dandelion
- 5.past life
- 6.Hampstead

### 배경 및 발매
2024년 7월, 아리아나 그란데는 《Eternal Sunshine》의 디럭스 재발매반이 개발 중이지만, 영화 위키드 홍보 활동으로 인해 "아주 곧" 출시되지는 않을 것이라고 밝혔다. 2024년 제82회 골든 글로브 시상식에서 그녀는 이 앨범이 2024년에 제작되었으며 "어느 시점에" 발매될 예정이라고 언급했다. 2025년 2월 27일, 그녀의 인스타그램 계정 "sweetener"가 "brighterdays"로 변경되었다. 3월 4일에는 〈We Can't Be Friends (Wait for Your Love)〉 뮤직비디오와 영화 이터널 선샤인의 설정을 참조한 가상의 "Brighter Days Clinic"에서 기억 삭제 시술을 홍보하는 음성 메시지가 포함된 가짜 핫라인이 공개되었다. 3월 8일, 상자 안의 물건이 불타는 모습을 담은 티저 영상과 함께 앨범 사전 저장 링크가 공개되었다. 2025년 3월 10일, 재발매반의 제목이 《Eternal Sunshine Deluxe: Brighter Days Ahead》로 확정되었으며, 같은 날부터 사전 주문이 시작되었다. 3월 17일, 그란데는 자신의 소셜 미디어를 통해 보너스 트랙의 제목과 순서를 공개했다.
이 앨범은 2025년 3월 28일 스트리밍, 디지털 다운로드, 두 가지 CD 버전, 두 가지 바이닐 LP 버전으로 발매되었다. 디지털 버전에는 기존 13곡과 6개의 보너스 트랙이 수록되었으며, 실물 음반에는 기존 및 보너스 트랙 외에도 "Yes, And?", "Supernatural", "The Boy Is Mine"의 리믹스 버전이 포함되었다.

### 제목 및 커버 아트
《Eternal Sunshine Deluxe: Brighter Days Ahead》라는 제목은 We Can't Be Friends (Wait for Your Love) 뮤직비디오에 등장하는 가상의 "Brighter Days Clinic"에서 따왔다. 표준 커버는 흰색 드레스를 입은 그란데가 검은 배경 한가운데에서 흰색 빛줄기 아래 공중에 떠 있는 모습을 담은 "줌아웃"된 사진이다. Los 40은 이를 "앨범 제목의 은유"라고 평가했으며, Hypebeast는 "밝은 미래를 약속하는 앨범에 걸맞은 비주얼"이라고 묘사했다.

### Brighter Days Ahead 단편 영화
이 앨범은 2025년 3월 28일, 브레스라우어와 그란데가 공동 각본을 쓰고 연출한 단편 영화 《Brighter Days Ahead》와 동시에 공개될 예정이다. 2025년 3월 12일 소셜 미디어를 통해 티저 영상과 함께 발표된 이 영화는 〈We Can't Be Friends (Wait for Your Love)〉 뮤직 비디오에서 처음 등장한 가상의 인물 피치스(Peaches)의 이야기를 이어간다. 《Brighter Days Ahead》는 런던 앨리(London Alley), 더 럭키 바스터즈(The Lucky Bastards), 리퍼블릭 레코드, 그리고 그란데가 공동 제작하였으며, 3월 30일 보카레이턴, 시카고, 로스앤젤레스, 뉴욕에서 팬 상영회가 개최될 예정이다.

### 곡 목록
| #            | 제목                                    | 작사         | 작곡                     | 프로듀서                | 재생 시간 |
| ------------ | --------------------------------------- | ------------ | ------------------------ | ----------------------- | --------- |
| 14.          | 〈Intro (End of the World)〉 (extended) | Grande       | Grande Yasuda Lee Cheung | Grande Yasuda Lee Paris | 2:41      |
| 15.          | 〈Twilight Zone〉                       | Grande       | Grande Martin Ilya       | Grande Martin Ilya      | 3:18      |
| 16.          | 〈Warm〉                                | Grande       | Grande Martin Görres     | Grande Martin Görres    | 3:21      |
| 17.          | 〈Dandelion〉                           | Grande       | Grande Martin Ilya       | Grande Martin Ilya      | 3:24      |
| 18.          | 〈Past Life〉                           | Grande       | Grande Martin Ilya       | Grande Martin Ilya      | 3:35      |
| 19.          | 〈Hampstead〉                           | Grande       | Grande Martin Ilya       | Grande Martin Ilya      | 3:36      |
| 총 재생 시간 | 총 재생 시간                            | 총 재생 시간 | 총 재생 시간             | 총 재생 시간            | 55:21     |

| #            | 제목                                                | 작사                                       | 작곡                               | 프로듀서                           | 재생 시간 |
| ------------ | --------------------------------------------------- | ------------------------------------------ | ---------------------------------- | ---------------------------------- | --------- |
| 15.          | 〈Yes, And?〉 (remix; with Mariah Carey)            | Grande Carey                               | Grande Martin Ilya Carey           | Grande Martin Ilya                 | 3:35      |
| 16.          | 〈Supernatural〉 (remix; with Troye Sivan)          | Grande Sivan McLaughlin                    | Grande Martin Görres               | Grande Martin Görres               | 2:43      |
| 17.          | 〈The Boy Is Mine〉 (remix; with Brandy and Monica) | Grande Martin Brandy Norwood Monica Arnold | Grande Martin Ilya Yasuda Davidior | Grande Martin Ilya Yasuda Davidior | 3:33      |
| 총 재생 시간 | 총 재생 시간                                        | 총 재생 시간                               | 총 재생 시간                       | 총 재생 시간                       | 65:12     |

노트
- 실물 음반에는 〈Intro (End of the World)〉 (extended)과 〈Twilight Zone〉 사이에 〈Yes, And?〉, 〈Supernatural〉, 〈The Boy Is Mine〉의 리믹스 버전이 포함되었다.